# Passeggiata Tappeiner

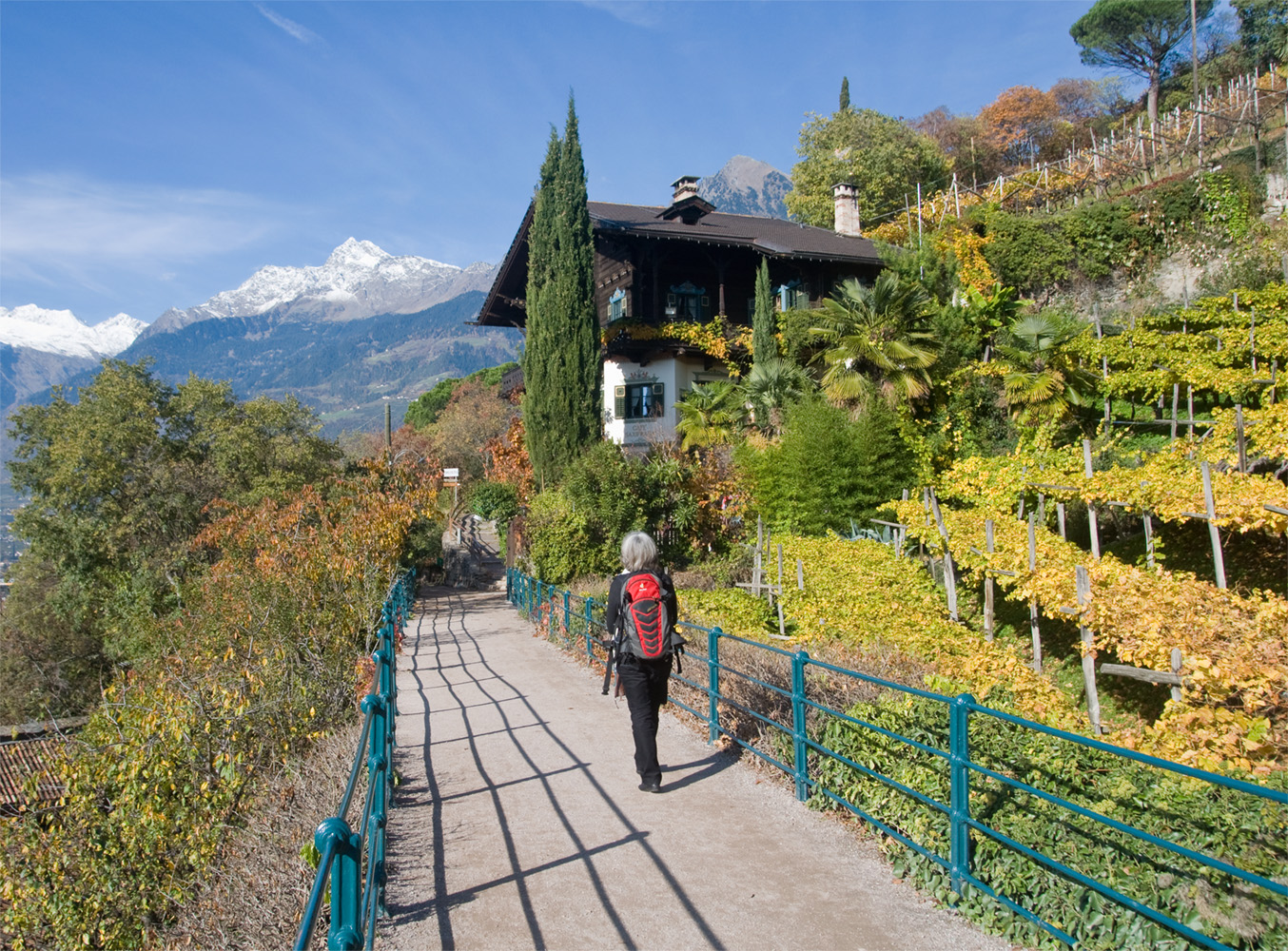
Vista della passeggiata

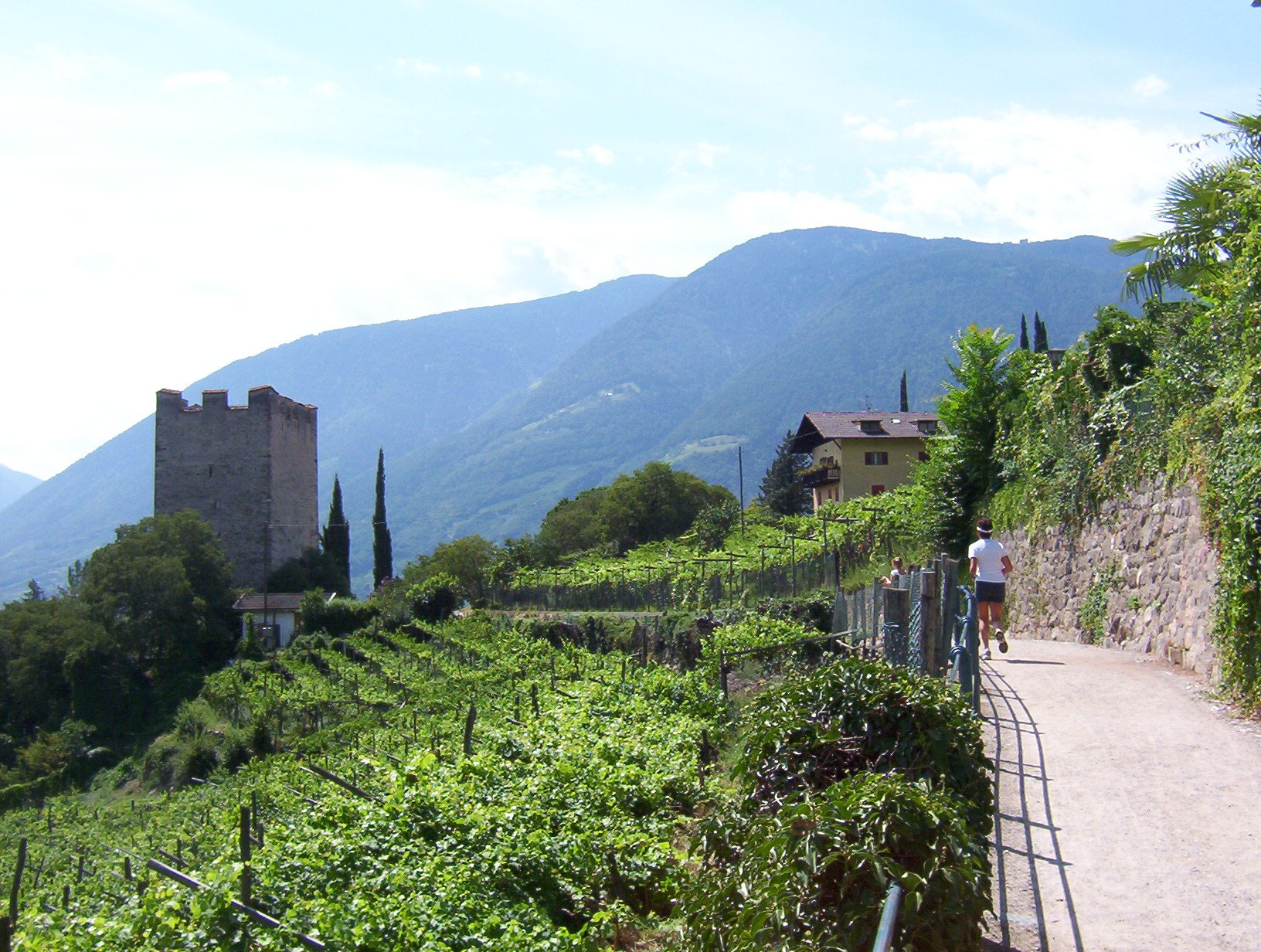
Altra vista della passeggiata sullo sfondo la torre polveriera Ortenstein

La passeggiata Tappeiner (in lingua tedesca: Tappeinerweg) è un percorso pedonale lungo circa 6 chilometri presso la città altoatesina di Merano e il confinante comune di Tirolo. La passeggiata costeggia il monte Benedetto (380 m s.l.m.) da Quarazze ad ovest fino a castel San Zeno ad est, dove termina nei pressi della torre polveriera Ortenstein. Il percorso è perlopiù orizzontale, in posizione panoramica circa 100 metri al di sopra della città per una lunghezza totale di 4 chilometri.
La vegetazione, molto varia, è perlopiù costituita da specie mediterranee.
Da Merano si può salire alla passeggiata tramite molti diversi percorsi.

## Vegetazione
La passeggiata Tappeiner è conosciuta anche grazie alla sua rigogliosa vegetazione, soprattutto mediterranea. Le aghifoglie più presenti sono il pino domestico ed il cedro dell’Himalaya; per quanto riguarda le latifoglie, invece, sono da citare la sughera, l'olivo, il bagolaro, il corbezzolo, l'eucalipto, la magnolia e varie specie di bambù.
Un dolce profumo – come promette già il nome – viene diffuso dai fiori dell'osmanto odoroso.
Si trovano anche palme della Cina, agavi, aloe, opuntie, accanto a molte piante da fiori e piante tappezzanti.

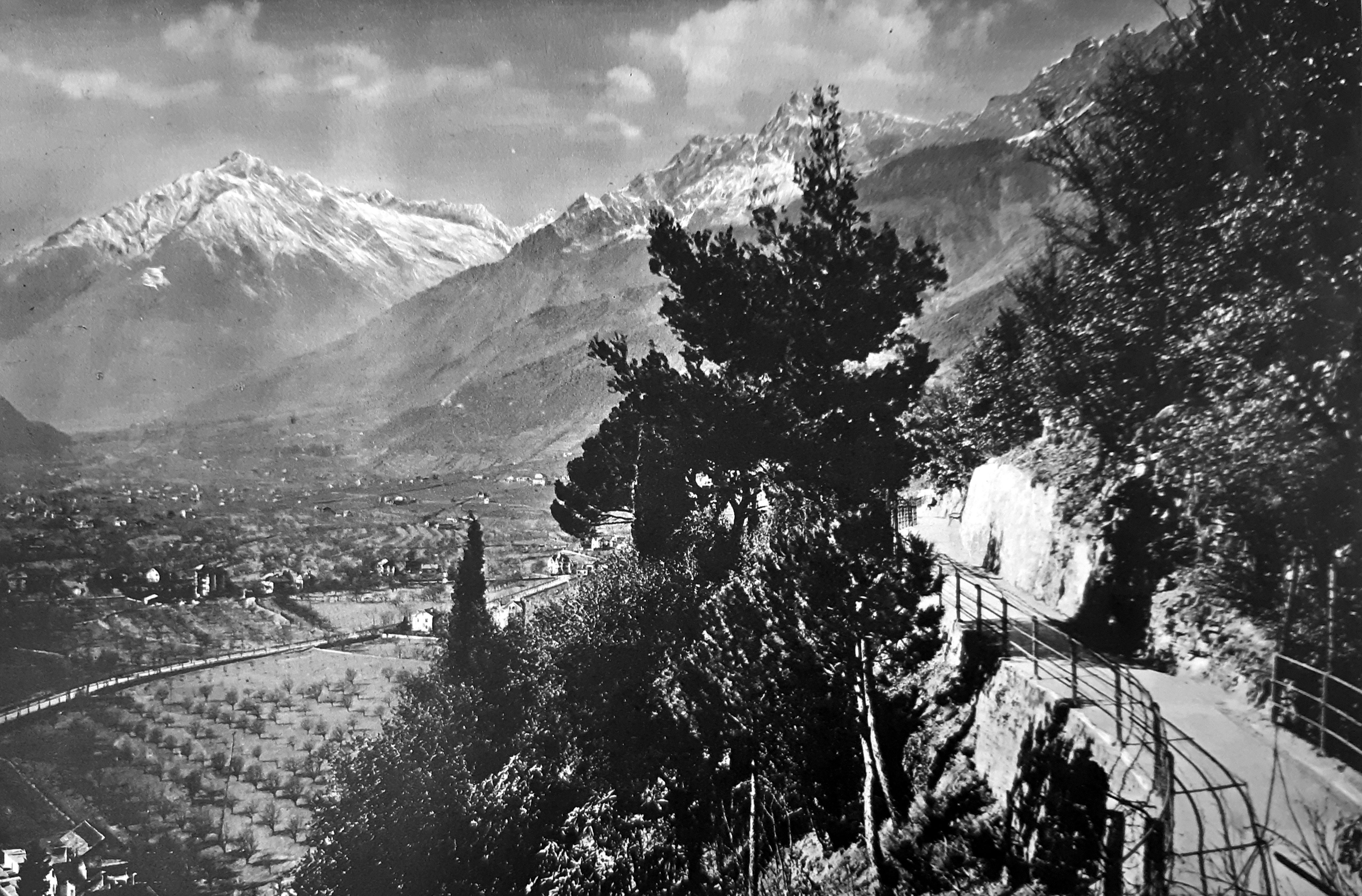
Una foto storica: la via Tappeiner come appariva nel 1933, pochi anni dopo il suo completamento fino a Quarazze

Il comune di Merano tiene un catasto alberi, consultabile online, nel quale è elencata anche una buona parte di piante e arbusti della Tappeiner. Una statistica in questo catasto enumera più di 400 esemplari di alberi ed arbusti. Lungo la passeggiata questi esemplari presentano una targhetta numerica, cosicché la Tappeiner può essere utilizzata anche come percorso botanico di apprendimento.

## Storia
La passeggiata trae il suo nome da colui che la finanziò, cioè il medico, botanico ed antropologo Franz Tappeiner (1816–1902). Tappeiner, nativo di Lasa, aveva aperto uno studio medico a Merano dal 1846; grazie ai suoi innovativi metodi di cura conquistò presto la fiducia di una clientela altolocata, grazie alla quale era divenuto negli anni più che benestante.
Nel 1892 donò 22.000 fiorini alla città di Merano, perché realizzasse un percorso panoramico destinato principalmente agli ospiti di cura. Nel 1896 donò ulteriori 5000 fiorini, a condizione che venissero utilizzati per il completamento della passeggiata.
Il primo tratto, che da castel San Zeno raggiunge via Galilei, fu inaugurato nel 1893, il secondo spezzone, fino a via Verdi, nel 1911. Il tratto finale fino a Quarazze, la cui realizzazione presentava le maggiori difficoltà tecniche, poté esser portato a compimento solo nel 1928.